# Ubi pus, ibi evacua

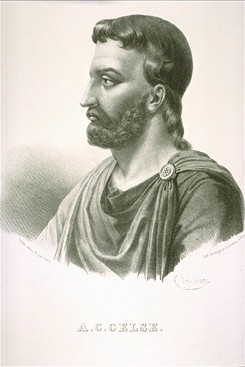
Авл Корнелій Цельс

Ubi pus, ibi evacua (ubi pus, ibi incisio et evacua; з лат., дослівно — Де є гній, там (його) видалення, сутнісно  — Де є гній, там потрібно провести розтин і усунути гній) — латинська сентенція, яка часто цитується в медицині і досі визначає головну доктрину ефективного лікування пацієнтів у царині гнійної хірургії — «Там, де в тканинах організму є гній, слід провести операцію, яка дозволить цей гній евакуювати». Ця сентенція по суті визначає необхідність усунення (евакуації) з тканин організму гною як головну умову ефективного хірургічного лікування хворих з гнійними захворюваннями, такими як абсцес, флегмона, фурункул тощо.
Походження фрази є невідомим. Найчастіше англомовні дослідники приписують авторство цієї сентенції знаменитому римському лікарю і енциклопедисту Авлу Корнелію Цельсу (лат. - Aulus Cornelius Celsus), відомому своєю медичною працею «De Medicina», або Клавдію Галену (грец. - Γαληνός, лат. - Claudius Galenus). У роботах українських і російських медиків, Ubi pus, ibi evacua цитується як відомий вислів давньогрецького лікаря Гіппократа (грец. Ιπποκράτης). Цю версію авторства сентенції підтримує і грецький професор історії медицини S. Geroulanos, який стверджує, що зазначену фразу можна віднайти в знаменитій праці Гіпократа «Corpus Hippokraticum».
Один з відомих і часто вживаних варіантів сентенції — Ubi pus — ibi incisio (Де гній — там надріз).